# Marshall Sahlins
Marshall Sahlins (Chicago, 27 de diciembre de 1930-Londres, 5 de abril de 2021) fue un antropólogo estadounidense y referente de la antropología económica sustantivista. 

## Biografía
Sahlins nació en Chicago. Era de ascendencia judía rusa, pero creció en una familia secular y no practicante. Su familia afirma ser descendiente de Israel ben Eliezer, un rabino místico considerado el fundador del judaísmo jasídico. La madre de Sahlin admiraba a Emma Goldman y fue una activista política cuando era niña en Rusia.
Para licenciarse como antropólogo, realizó su trabajo de campo en la Universidad de Míchigan, con Leslie White. Se graduó en el año de 1951 y en 1952 concluyó una maestría en Letras. En 1954, obtuvo un doctorado en la Universidad de Columbia. Ese mismo año, se casó con Bárbar Vollen y se trasladó a las islas Fiyi, en donde realizó una estancia de investigación hasta 1955. El producto de su investigación fue el libro Maola: Culture and Nature on a Fijian Island, publicado en 1962.
A su vuelta a los Estados Unidos, Sahlins ingresó como profesor a Columbia y en 1957 se trasladó a la Universidad de Míchigan. Al siguiente año, publicó Social Stratification in Polynesia. Dos años más tarde, en 1960, colaboró con Elman R. Service en la edición de Evolution and Culture, una compilación de artículos que versan sobre el problema de la evolución cultural. En 1963 publicó el artículo Poor Man, Rich Man, Big Man, Chief: Political Types in Melanesia and Polynesia, donde comparó la compleja sociedad jerárquica de tipo polinesio, formada por jefes y subjefes, con el sistema de tipo melanesio del gran hombre. En 1964, Sahlins viajó a Nueva Guinea donde realizó un nuevo período de trabajo de campo. Tras cuatro años, el resultado de esa investigación, Tribesmen ("Las sociedades tribales"), salió a la luz.
En 1972 publicó Stone Age Economics ("Economía de la Edad de Piedra"), obra que demolió las visiones evolucionistas lineales de la sociedad y de la historia, tras analizar las sociedades paleolíticas y las sociedades de cazadores y recolectores sobrevivientes, ya investigadas por Service en The Hunters ("Los Cazadores"). Sahlins presentó una visión sorprendente: 

Se dice que de un tercio a la mitad de la humanidad se acuesta todos los días con hambre. En la antigua Edad de Piedra la proporción debe de haber sido mucho menor. Esta, en la que vivimos, es la era de un hambre sin precedentes. Ahora, en la época del más grande poder tecnológico, el hambre es una institución.

Sahlins le dio así la vuelta a una idea comúnmente aceptada y afirmó: «El hambre aumenta relativa y absolutamente con la evolución de la cultura.»
Refiriéndose al trabajo también negó lo establecido, para determinar que: «La cantidad de trabajo (per cápita) aumenta con la evolución de la cultura y la cantidad de tiempo libre  disminuye».
Su obra denota la influencia de los trabajos de Karl Polanyi en lo que respecta a los principios económicos sustantivistas, de Lévi-Strauss, Hocart y Dumézil hacia la antropología histórica, pasando por la crítica a la economía antropológica del funcionalismo y al materialismo cultural de Harris. El trabajo de Sahlins se ha centrado en demostrar el poder que la cultura tiene para moldear las opiniones y acciones de la gente. Se interesó particularmente en demostrar que la cultura tiene una energía propia que no se deriva de la biología.[cita requerida]

## Obra en castellano
- 1972: Las sociedades tribales. Barcelona. Labor. 2.ª ed. NCL núm. 134. Tercera edición 1984. ISBN 84-335-5733-5
- 1983: Economía de la Edad de Piedra. Madrid. Akal. 1983. 2.ª ed. Col. Akal Universitaria n.º 61. ISBN 84-7339-280-9
- 1987: Islas de Historia Barcelona. Editorial Gedisa. ISBN 847432288X
- 1988: Cultura y Razón Práctica Barcelona. Editorial Gedisa. ISBN 8474322979
- 1990: Uso y abuso de la biología: crítica antropológica de la Sociobiología.  Madrid. Siglo XXI editores. ISBN 84-323-0448-4
- 2011: La ilusión occidental de la naturaleza humana. México: Fondo Cultura Económica México. ISBN 978-607-16-0730-0